# アグレッシブインラインスケート

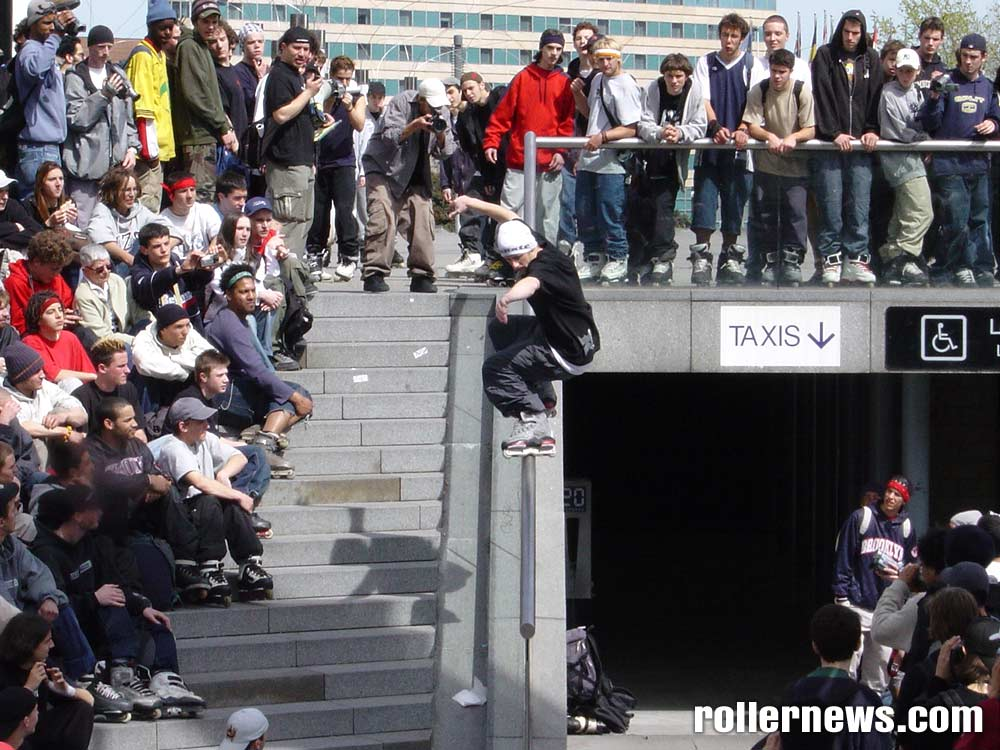
ストリートのコンテスト、Imytaにて

アグレッシブインラインスケートはエクストリームスポーツの一種で、専用設計されたインラインスケートを用いて行うローラースポーツ。通常のインラインスケートとは異なり、トリック（技の難易度）、スタイル（フォームや服装等を含む独自のかっこよさ）、ルーティン（技から技へのつなぎ方）、インパクト（意外性や驚き度合い）等に重点が置かれている。トリックは主に、グラインドとエアーの2系統があり、いずれもスタント要素が強いものが多い。アグレッシブインラインスケートのことを、別名としてブレーディングと呼ぶこともあり、欧米ではむしろこちらの呼び方が主流である。ローラースポーツの国際競技連盟であるワールドスケートでの別名ローラー・フリースタイル (Roller Freestyle) 。

## 歴史
1849年、フランス人のルイ・ルグランジェによってインラインスケート（のような物）が考案された。オペラ上演におけるアイススケートのシーンを再現する為であったが、粗悪な作りでまともに機能しなかった。
1980年代になるとアメリカ合衆国ミネソタ州でアイスホッケーの夏季トレーニング用として、のちのインラインスケートに近い靴がオルソン兄弟によって作られた。1982年、オルソン兄弟はローラーブレード社を立ち上げ、インラインスケートの製造販売を本格的に開始した。
80年代後半、通常のインラインスケートを使用してアグレッシブなスタントが一部で流行り始めた。
1988年、ローラーブレード社は最初のアグレッシブインラインスケートブーツである、「ライトニングTRS」を発売。チーム・ローラーブレードのChris Edwardsが初期のトップスケーターとして知られていた。

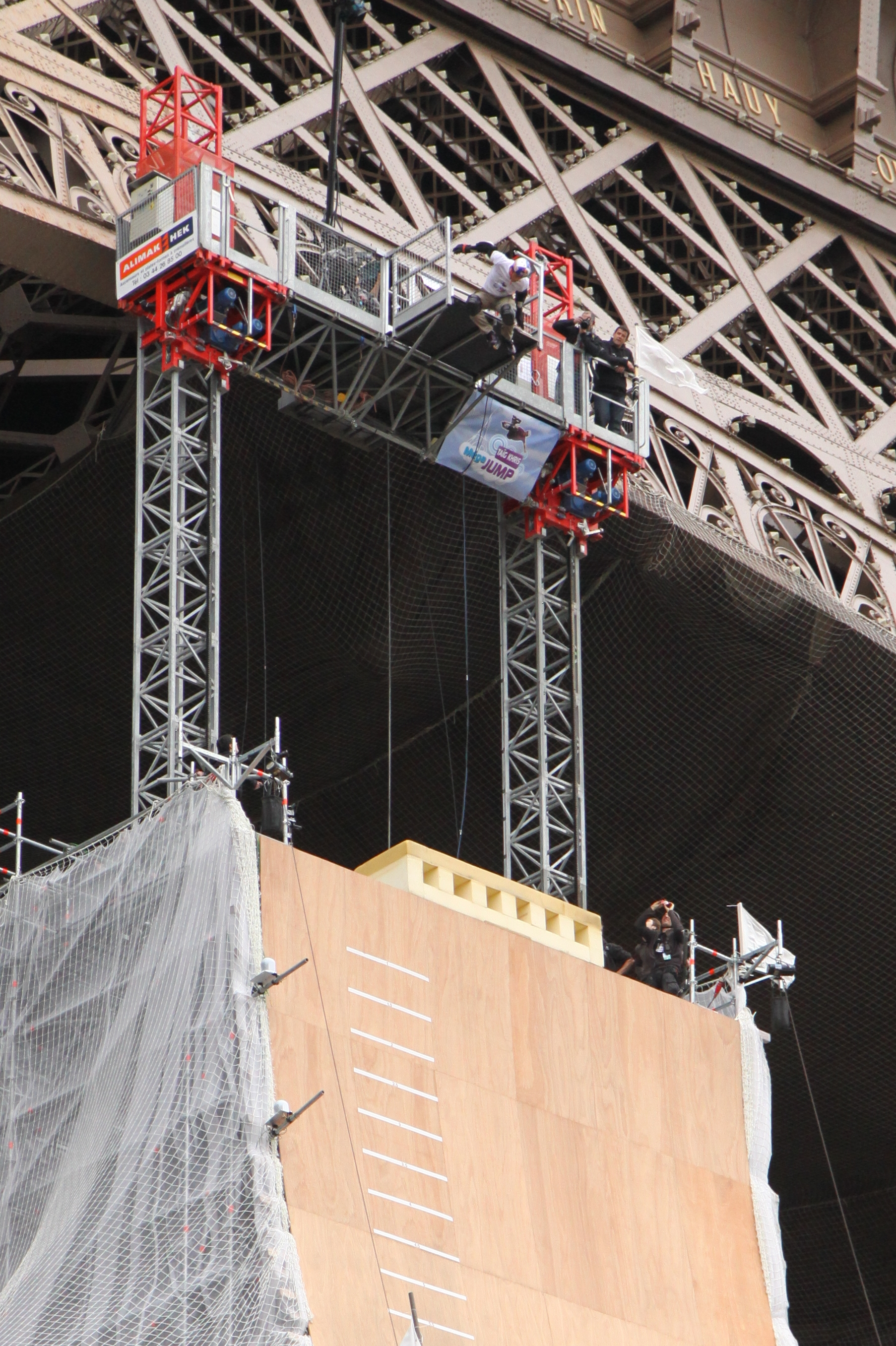
エッフェル塔からドロップインするTaig Khris

1990年代初めには競技としての体を成し、1994年にはアグレッシブ・スケーターズ・アソシエーション (ASA) が発足。ルール作りや技術革新が急速に進んだ。
1995年に始まったXゲームズには正式種目として採用され、ストリートとバート（ハーフパイプ）の競技が行われた。このころ活躍した世界的トップスケーターには、Arlo Eisenberg, Matt Salerno, Cesar Mora らがいた。
1995-1996年、K2がアグレッシブモデル、"Fatty"、ロチェスが「マジェスティック12」を発表。後にサロモンも追随するなど、人気上昇に伴い、多くのメーカーがアグレッシブインラインスケートに参入した。
90年代後半から、ストリートを中心としたビデオ・DVDが数多く発表されるようになり、トリックの種類や難易度がさらに大きく進化した。
この頃、アグレッシブインラインスケートの人気は世界的に高まっていき、国際的なコンテストも、Xゲームズの他、ASA、NISS等、数多く開催されていた。
1999年、Xゲームズにおいて、男子バートで安床栄人、女子バートで川崎鮎美、女子ストリートで矢部さやかと、日本勢が3つの金メダルを獲得。翌2000年には男子バートにおいて安床栄人、武士兄弟が初のワンツーフィニッシュを達成した。
2000年頃にはUFSフレーム（フレームの標準規格）が登場した。これ以前はフレームの交換はできず、他社製ブーツとの互換性もなかったが、UFSフレームの登場によって、用具を様々に組み合わるカスタマイズが可能となった。この流れにあわせて多くのパーツメーカーが誕生し、アグレッシブインラインスケートの用具にさらなる進化をもたらした。
この頃は、日本においてもいくつかの競技団体が設立され、全国各地でコンテストが定期的に開催されていた。競技団体が公認するプロスケーターも生まれるなど、参加人口、人気ともに最盛期を迎えた。
90年代後半から2000年代前半に活躍した世界的スケーターには、Aaron Feinberg, Dustin Latimer, Franky Morales, Chris Farmer, Chris Haffy, Brian Aragon, Jeff Stockwell, Alex Broskowをはじめ、数多くの有名スケーターがいた。彼らの名を冠したプロモデルの用具も多数発売され、人気を博した。日本人では伊藤千秋、安床兄弟 （栄人、武士）、矢部さやか、川崎鮎美らが知られていた。
しかし、その後は徐々に人気が陰ってゆき、2005年には、Xゲームズからアグレッシブインラインスケートの種目が消滅した （アジアンXゲームでは存続）。
21世紀、世界的な人気は最盛期の90年代後半～2000年初頭よりも大幅に下降し、エクストリームスポーツの中ではマイナーな存在になっているものの、今でも世界中に愛好家が存在している。
また、人気の低迷とは裏腹に、国際的なコンテストにおいては、FISE等、かつてのXゲームズと同等か、それ以上の規模で開催されているものもある。
この背景には、スケートボード、BMXのオリンピック種目化がある。
この2種目は、人気の高まりとともに2020東京オリンピックの種目として採用されたが、その結果、注目度がさらに高まり、より大きな規模でコンテストを開催できるようになった。
アグレッシブインラインスケートは、これらの人気種目と同一の会場でコンテストを開催できるため、FISEにおいては、上記2種目に付随する形で、アグレッシブインラインスケートのコンテストも実施されている。また、東京オリンピックでスケートボードを主管するIOC加盟団体ワールドスケートは2017年からローラースポーツの世界選手権大会ワールドローラーゲームズでアグレッシブインラインスケートを「ローラー・フリースタイル」の名で実施している。
一方、アグレッシブインラインスケート業界単体で開催している国際的なコンテストもある（Blading Cup、Winter Clash等）。しかしこれらは、いずれも組織化、収益化されたイベントとは言い難く、小規模かつローカル色の強いものとなっている。
また、これらのアグレッシブインラインスケート業界主催の大会は、上記のFISE等と比較すると、競技性よりもストリート性やスタイル性がより重視される傾向がある。
トップスケーターとして、Joe Atkinson, Roman Abrate, CJ Wellsmore, Alex Broskow、日本人では、金島総一郎、伊藤千秋、後藤祐斗、東千尋、安床栄人、安床武士、相原裕介 らが世界的に知られている。
2006年、X-GAMES ASIA のバート競技で、安床栄人が競技史上最高難度の大技となるダブルバックフリップ720°「ツイスター」を世界で初めて成功させた。
2007年、オリンピック評議会(OCA)主催大会、第2回アジアンインドアゲームズ澳門大会でアグレッシブインラインスケートを「インライン・スタント」の名で実施。バート競技にて相原裕介が優勝、荻野寛太が準優勝。
2010年5月29日、フランスのスケーター、Taig Khrisがエッフェル塔の40mの位置から巨大なランプにドロップイン、世界記録を更新した。
2012年、X-GAMES ASIA のバート競技で、安床武士が優勝、兄の安床栄人が2位、3位に相原裕介が入り日本人ワンツースリーフィニッシュを飾った。
2017年、ローラースポーツの世界選手権大会である国際ローラースポーツ連盟（のちのワールドスケート）主催第1回ワールドローラーゲームズ南京大会でアグレッシブインラインスケートを「ローラー・フリースタイル」の名で実施。種目はパーク・プロ男女。男子はRoman Abrate、女子は東千尋が優勝。
用具面では、90年代後半から2000年初頭の最盛期には、様々なメーカーがアグレッシブインラインスケートを製造していたが、その後の人気低迷とともに撤退するメーカーやブランドが相次いだ。のちに残存するいくつかのメーカーが非常に進化したブーツを製造している。
※撤退したメーカーおよびブランド
BAUER （バウアー）、OXYGEN （オキシゲン）、Salomon （サロモン）、Xsjado （シャドウ）、valo （バロ）、K2 （ケーツー）等。
※現在も製造を続けているメーカーおよびブランド
Razors （レイザーズ）、USD （ユーエスディー）、ROCES （ロチェス）、ROLLERBLADE （ローラーブレード）等。
人気低迷とインターネット通販の拡大により、アグレッシブインラインスケートを店頭販売しているショップは極めて少なくなっている。また、アグレッシブインラインスケートは、似たローラースポーツであるスケートボードよりも用具が高価なことが多く、これらのこともエントリー層が増えにくい要因となっている。

## 種目

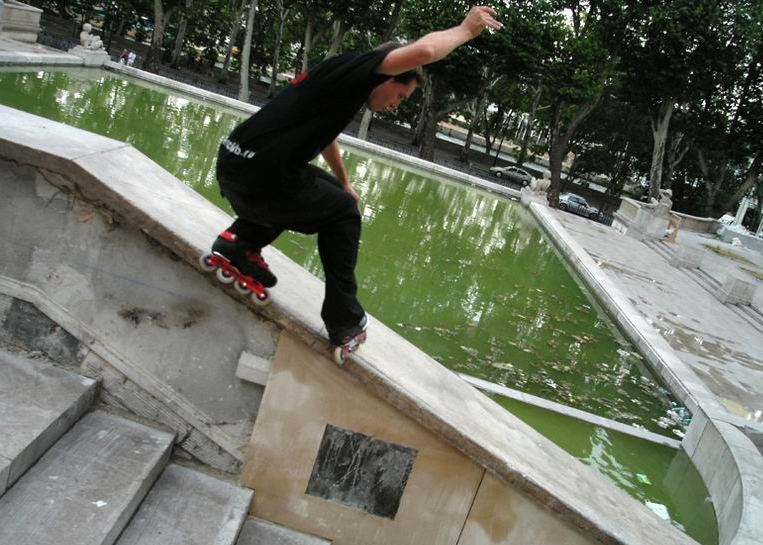
ストリート、階段でのグラインド

### ストリート
ストリートスケーティングは、街中にある様々な構造物 （階段の手すり、コンクリート等の縁石、階段等の段差、壁、スロープ等）を対象として行われる。ストリートスケーティングにおいては、グラインドの比重が高くなり、エアーの比重はハーフパイプやパークと比較すると低くなる傾向がある。なお、スケートパーク内で行われるストリート競技と区別するため、街中で行うストリートスケーティングのことをリアルストリートと呼ぶこともある。

### パーク

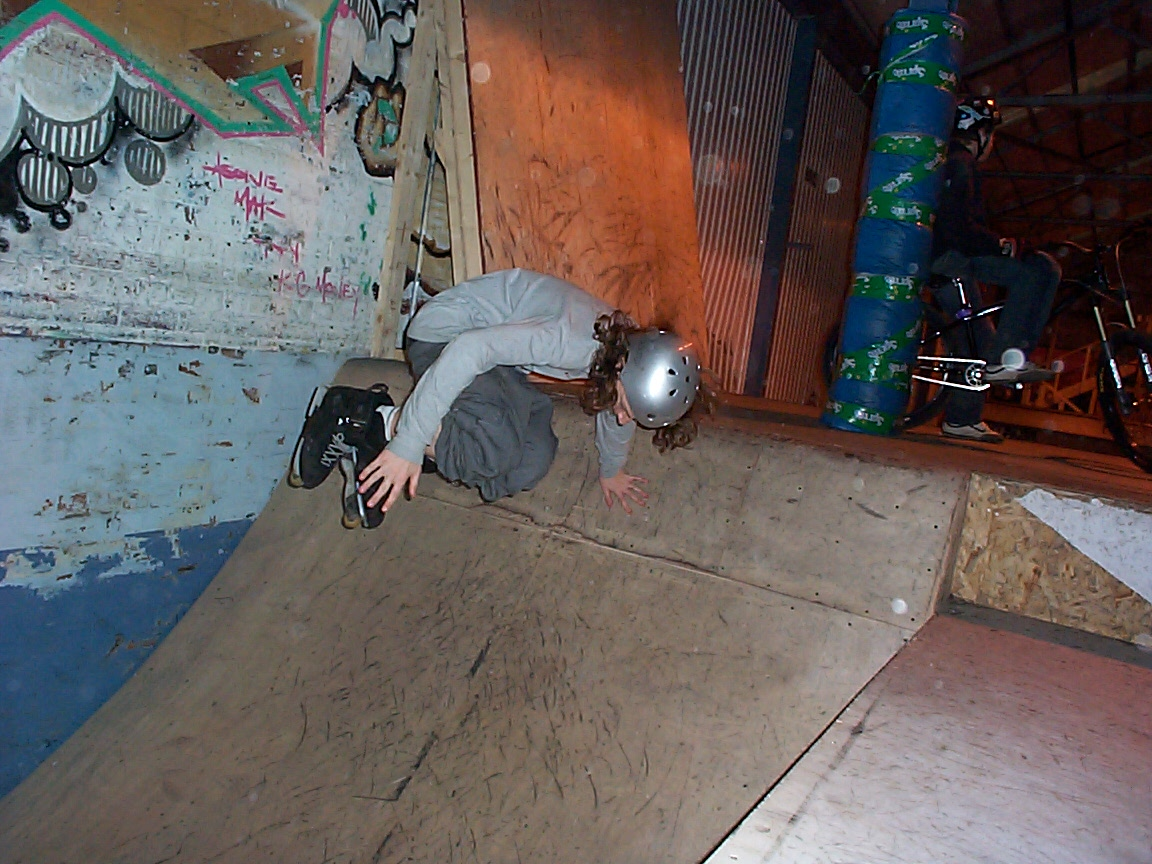
パーク

ジャンプ台、ハンドレール、クォーターパイプ、ミニランプなどのセクション （障害物）が設置されたスケートパークで行う。専用の施設内で行われるため、グラインドとエアーを織り交ぜた非常に高度な技が展開される。

### バート

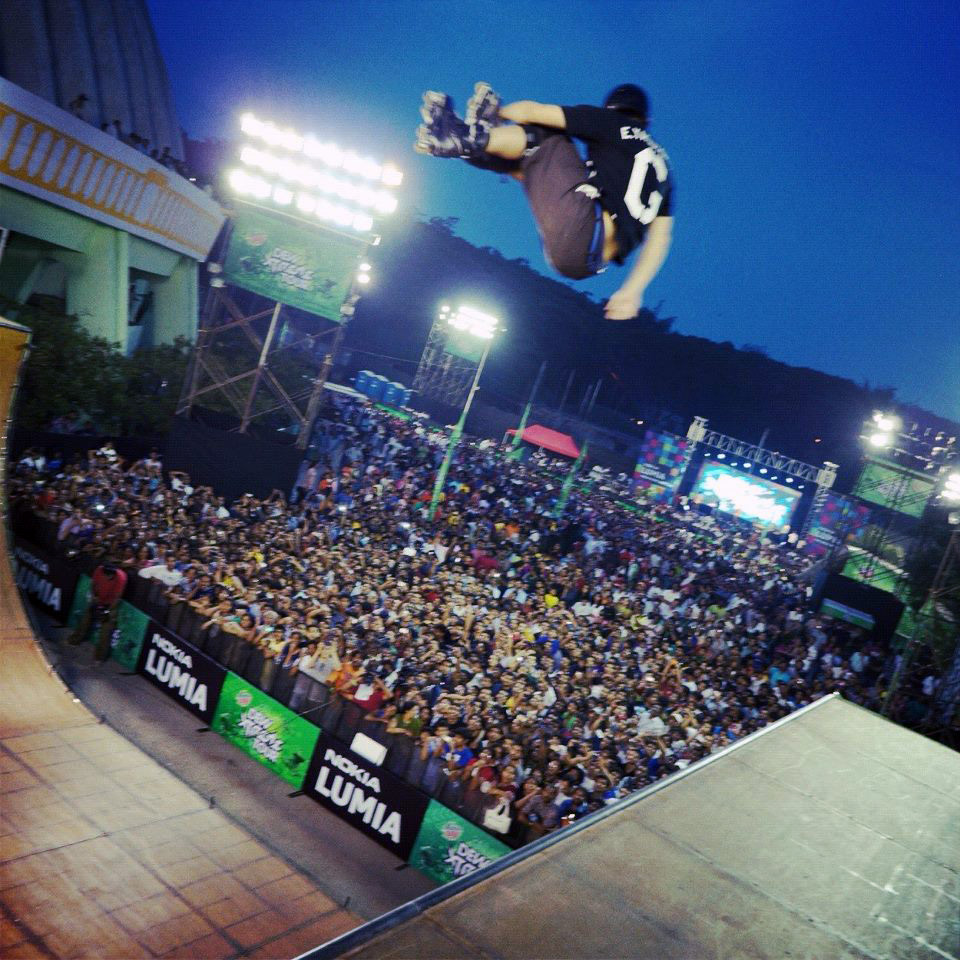
バート

バート （ハーフパイプ）と呼ばれる半円筒の構造物の中で行う。バートの高さは4メートル程度が主流である。ストリートとは大きくスタイルが異なり、エアー系のトリックが特に重視されるが、近年はエアーの高さ、難易度ともに極めて高度化している。バートのプレイヤーは、マイナー化しているアグレッシブインラインスケートの中でもさらに少数派となっており、のちにバート競技のコンテストが開催されることは世界的にも非常に少なくなった。

## 靴のパーツ
アグレッシブインラインスケート靴は通常のインラインスケート靴よりも幅広、低重心で強度のある設計となっている。以下に各パーツの説明を一覧する。
| パーツ         | 説明                                                         |
| -------------- | ------------------------------------------------------------ |
| カフ           | バックルやベルトが付随した、くるぶしのサポート部分           |
| シェル         | 靴の外装部分、インナーと足を包み込む                         |
| インナー       | 足を包む柔らかいシューズ部分                                 |
| ソールプレート | 足の裏に装着された硬化プラスチックの平面なプレート           |
| フレーム       | ウィールを装着するプラスチック部品                           |
| ウィール       | ポリウレタン製の車輪、ベアリングとスペーサーと組み合わされる |

ほとんどの靴ではこれらが全て分解可能になっており、傷んだ部位を交換することが出来る。インナー、フレーム、ウィール、ベアリング等はサードパーティー製のパーツも販売され、カスタムが行われている。

### フレーム
プラスチック製が主流であり、他のインラインスケートのフレームのようなアルミニウム製は珍しい。フレームには4輪、もしくは2輪のウィールが装着され、この部分とソールプレートを使って多くのグラインド系のトリックが行われる。
ストリートでは中央の2輪に硬い小径ウィールを使うことがあり、これらはアンチロックと呼ばれる。また、前後端の2輪のみ装着するフレームもよく使用されている。アンチロックはスケーティング性能を犠牲にしてグラインドの容易さを追求するセッティングである。
初期のブーツの多くはソールプレートとフレームが一体であり、交換は同一メーカーの同一規格品のみに限られていたが、2000年頃からフレームがUFS（Universal Frame System）という共通規格に統一され、異なるメーカー間のフレームを装着することが可能になった。

### ウィール
他のインラインスケートより小さく、硬いウィールを使用する。径は55-60 mm、硬さは85-90Aが主流で、アンチロックの場合は35-45 mm、硬さは100A以上のものが多い。形状も他のインラインスケートのウィールに比べ幅広で、スケートボード用ウィールにやや似た形である。
近年の国際的なコンテストでは、セクションの巨大化が進んでいるため、より高速で滑れるように、ウィールも従来よりも大きなもの (60-70 mm) を使うスケーターが増えてきている。

## 危険性
フィットネス目的を含むインラインスケート全般の負傷の発生率はバスケットボールやサッカーよりもはるかに低いが、アグレッシブインラインスケートはその性格上、骨折や靭帯損傷等の大怪我をする可能性が低くない。そのため、プロテクターの装着が推奨されるが、特にストリートでは、ファッション性の観点から、リスクを承知の上でプロテクターを全く装着しないスケーターもいる。
しかし、大怪我こそ珍しくはないものの、死亡やそれに準ずるような重篤な状態となるケースは多くはなく、エクストリームスポーツの中では、自然を相手に行うスポーツ（スキー、スノーボード、サーフィン等）やモータースポーツ（モトクロス等）よりも重大事故の発生率ははるかに低い。

## 主なトリック

### グラインド
| - ソール - サニーデイズ - ロイヤル - フルトーク |  |  |  |  |  |  |  |  |  |  |  |  |  |  | - ミズ - ユニティ - マキオ - ポーンスター |  |  |  |  |  |  |  |  |  |  |  |  |  |  | - ミストリアル - アシッド - カインド - フィッシュブレイン |

### エアー
| - 180 - 360 - 540 - 720 - 900 - 1080 - 1260 |  |  |  |  |  |  |  |  |  |  |  |  |  |  | - バックフリップ - フロントフリップ - バイオ - ミスティ - ロデオ - コークスクリュー - フラットスピン - マックツイスト |